# 倭狐猴
倭狐猴（学名 Microcebus murinus）是倭狐猴属的一种。目前为止是最小的一种灵长目动物。它们主要分布在马达加斯加岛西南部的树林中。
倭狐猴体毛为红灰色，腹部为白色。它们体长10-14厘米，尾长10-15厘米。体重40-70克。这是一种在夜晚活动的动物，栖息在树的低处，公猴一般单独行动，母猴则会组成一个小的群体。它们主要以水果、花、昆虫等为食。
倭狐猴的孕期为54-69天，每胎2-4仔。平均寿命约为15年。